# Универзитет у Хамбургу
Универзитет у Хамбургу је државни универзитет у Хамбургу.